# نيل ويبر
نيل ويبر (بالإنجليزية: Neil Weber)‏ هو لاعب كرة قاعدة أمريكي، ولد في 6 ديسمبر 1972 في شاطئ نيوبورت في الولايات المتحدة.

## وصلات خارجية
- نيل ويبر على موقعبيزبول رفرنس.كوم (الدوري الرئيسي) (الإنجليزية)
- نيل ويبر على موقعبيزبول رفرنس.كوم (الدوري الثانوي) (الإنجليزية)
- نيل ويبر على موقع مشجعي الرسوم البيانية (الإنجليزية)